# Ida Fromm
Ida Fromm (* 18. Juni 1897 in Brandenburg; † 20. Dezember 1965 in Beckedorf) war eine Bremer Politikerin (SPD) und Mitglied der Bremischen Bürgerschaft.  

## Biografie
Fromm war Mitglied der SPD.
Vom November 1946 bis 1947 war sie Mitglied der ersten gewählten Bremischen Bürgerschaft und in Deputationen der Bürgerschaft tätig.